# كارل لورينز (ضابط)
كارل لورينز (بالألمانية: Karl Lorenz)‏ هو ضابط ألماني، ولد في 24 يناير 1904 في هاناو في ألمانيا، وتوفي في 3 أكتوبر 1964 في باد غودزبرغ في ألمانيا.